# Suleman Hamid
Suleman Hamid Suleman (amh. ሱሌማን ሀሚድ; ur. 20 października 1997 w Asosie) – piłkarz etiopski grający na pozycji prawego obrońcy. Od 2021 roku jest zawodnikiem klubu Saint-George SA.

## Kariera klubowa
Swoją karierę piłkarską Suleman rozpoczął w klubie Adama City FC. W 2009 roku zadebiutował w jego barwach w pierwszej lidze etiopskiej. W 2020 roku przeszedł do Hadiya Hossana FC, a w 2021 został zawodnikiem Saint-George SA.

## Kariera reprezentacyjna
W reprezentacji Etiopii Suleman zadebiutował 13 listopada 2020 roku w przegranym 0:1 meczu kwalifikacji do Pucharu Narodów Afryki 2021 z Nigrem rozegranym w Niamej. W 2022 roku został powołany do kadry na Puchar Narodów Afryki 2021. Rozegrał na nim dwa mecze grupowe: z Republiką Zielonego Przylądka (0:1) i z Kamerunem (1:4).